# 岡山県公安委員会
岡山県公安委員会（おかやまけんこうあんいいんかい）は、岡山県警察を管理するため岡山県知事所轄の下に設置される行政委員会である。5人の委員で組織される。所在地は岡山市北区内山下2丁目4番6号である。

## 委員
- 委員長
  - 服部恭一郎
- 委員
  - 金子雅彦
  - 大月隆行
  - 藤浪秀一
  - 三村由香里

## 下部組織
- 岡山県警察